# Sosabon-dong
Sosabon-dong (koreanska: 소사본동) är en stadsdel i staden Bucheon i provinsen Gyeonggi i den nordvästra delen av Sydkorea, 17 km väster om huvudstaden Seoul.